# Adolfo de la Isla Centeno
Adolfo Nicolás José María de Jesús de la Isla Centeno (Santiago de Querétaro; 5 de diciembre de 1860-Santiago de Querétaro; 9 de diciembre de 1939), fue un ingeniero, catedrático y político mexicano. Director del Colegio Civil del Estado, hoy Universidad Autónoma de Querétaro desde 1893 hasta su renuncia en junio de 1911 y Gobernador de su entidad natal del 31 de marzo al 20 de mayo de 1911.

## Biografía
Nació el 6 de diciembre de 1860, hijo de Domingo Isla y María Dolores Centeno. Estudió la preparatoria en la Escuela Nacional Preparatoria cuando era dirigida por Gabino Barreda.
Mentor de lo que actualmente se conoce como la coronación de la reina en el almanaque El Heraldo de Navidad en la sección de “Juego de las Flores” en 1901. En 1910 en la inauguración del Monumento a la Corregidora se emitió un discurso a cargo de él, en el Jardín del mismo nombre.